# Fatal Fury 2
Fatal Fury 2 (餓狼伝説2 ~新たなる闘い~ Garou Densetsu 2: Aratanaru Tatakai?, Leyenda del lobo hambriento 2: Nueva batalla) es un videojuego de lucha lanzado en 1992 por SNK para la plana Neo Geo de arcade. Es la secuela de Fatal Fury: King of Fighters y el segundo juego de la franquicia Fatal Fury. Su versión actualizada, Fatal Fury Special, fue lanzada en el año 1993.

## Sistema de juego
Fatal Fury 2 fue el segundo videojuego de la serie 100-Mega Shock de SNK, que ofrece gráficos y videojuegos mejorados sobre el original Fatal Fury: King of Fighters. Los controles del videojuego se modificaron, esta vez haciendo uso completo de la configuración de cuatro botones del Neo-Geo, al incluir cuatro botones de ataque (golpe ligero, patada ligera, golpe fuerte y patada fuerte). El jugador también puede retroceder del oponente para retirarse tocando rápidamente la palanca hacia atrás dos veces.
El sistema de batalla de dos líneas del primer Fatal Fury se ha mantenido. Esta vez, el jugador puede moverse libremente hacia el plano adyacente presionando los botones golpe ligero y patada ligera simultáneamente para el «cambio de líneas». El jugador también puede realizar un «Ataque de poder» que golpeará al oponente a la otra línea. Cuando el oponente está en la otra línea, el jugador puede presionar un botón de puñetazo para saltar hacia él con un «Ataque de movimiento de línea baja» o un botón de patada para un «Ataque de movimiento de línea alta». Ciertos escenarios tienen peligros en el plano de fondo, como cables electrificados o una estampida de toros, y por lo tanto el jugador no puede cambiar de plano pero puede derribar al oponente al otro plano para causar daño adicional.
También se han añadido otras técnicas especializadas. Después de que el jugador esquive el ataque de un oponente, puede seguirlo con una técnica especial de contraataque conocida como «Ataque de Evasión». El jugador también puede provocar al oponente presionando el botón de golpe fuerte desde una distancia. Fatal Fury 2 también presenta el «Movimiento de desesperación» o «Furia», un poderoso tipo de movimiento especial que causa un daño masivo que solo puede usarse cuando el indicador de vida del jugador está al 25% y parpadea en rojo.
En el modo de un solo jugador se lucha contra ocho personajes, incluido un clon del personaje elegido, seguido de cuatro jefes no seleccionables. Después de cada cuarto encuentro, el jugador participa en una ronda de bonificación.

## Argumento
Después de la muerte de Geese Howard en Fatal Fury: King of Fighters, un misterioso noble se convierte en patrocinador del nuevo torneo King of Fighters. Esta vez, el torneo se lleva a cabo en todo el mundo. A medida que avanza el modo de un solo jugador, el desafiante misterioso comienza a derrotar a los participantes del torneo buscando al hombre responsable de derrotar a Geese.

## Personajes

### Personajes jugables
- Terry Bogard, un campeón estadounidense de lucha callejera de South Town.

- Andy Bogard: el hermano menor de Terry y practicante del ninjutsu.

- Joe Higashi: un campeón japonés de Muay Thai.

- Big Bear: un luchador australiano anteriormente conocido como Raiden.

- Jubei Yamada: un anciano maestro de judo japonés conocido en el pasado como «Yamada el demonio» durante su juventud.

- Cheng Sinzan: un maestro obeso de taiji de Taiwán que busca abrir su propia sala de entrenamiento.

- Kim Kaphwan - un maestro de taekwondo de Corea del Sur.

- Mai Shiranui: una hermosa kunoichi que es hija del líder del clan ninja Shiranui y del interés amoroso de Andy.

### Jefes
- Billy Kane: un maestro de lucha del Reino Unido que busca vengarse de los hermanos Bogard y Joe por la muerte de Geese.

- Axel Hawk: un campeón de boxeo de peso pesado retirado que busca hacer su regreso.

- Laurence Blood: un ex matador que usa un estilo de lucha basado en sus métodos taurinos.

- Wolfgang Krauser: un noble alemán que busca derrotar al hombre responsable de la derrota de Geese.

## Lanzamiento

### Versiones caseras
Además de las versiones domésticas de Neo-Geo AES y Neo-Geo CD, se lanzó una versión Fatal Fury 2 para Sharp X68000 en Japón en 1993, seguido de versiones para Mega Drive, PC Engine CD, SNES y Game Boy a principios de 1994. Las versiones de SNES y Mega Drive fueron publicadas por Takara, mientras que la versión X68000, lanzada solo en Japón, fue publicada por Mahou Kabushikigaisha (Magical Company), las tres versiones permiten elegir a los jefes mediante códigos. La versión de PC Engine CD fue publicada en 1994 por Hudson Soft solo en Japón y fue uno de los primeros videojuegos que requirió el complemento Arcade Card debido a que es un juego exclusivo de Arcade CD-ROM². Para coincidir con el lanzamiento japonés de la versión SNES, Hori Electric lanzó un controlador especial llamado «Fatal Fury 2 Commander» que tiene el poder y los movimientos del superpoder de todos los personajes jugables del videojuego programados para que puedan ser activados con un solo botón.
La versión original de Neo Geo se incluyó en Fatal Fury: Battle Archive Volume 1 en 2006 para PlayStation 2, con la opción de elegir entre la banda sonora original de AES y la de CD. También se puso a disposición para Wii a través de la Consola Virtual en 2008.
La versión para Game Boy fue publicada exclusivamente en Japón en 1994 con el título Nettou Garou Densetsu 2 (熱 Dead 餓狼 伝 説, Dead Heat Fighters Legend of the Hungry Wolf 2). En esta versión los personajes se presentan como super deformed, en lugar Sin embargo, debido al hardware limitado de Game Boy, todas las voces se han eliminado, pero en su lugar los personajes tienen de voces, aparecen globos de diálogo al realizar un ataque especial o Desperation Move. Este cuenta con soporte para el periférico Super Game Boy del Super Nintendo. 

## Medios relacionados
Varios medios con licencia fueron lanzados para el videojuego en Japón, incluyendo:
- Garou Densetsu 2 (餓狼 伝 説 2) (PCCB-00111), un CD de la banda sonora de Pony Canyon.
- Garou Densetsu 2 (餓狼 伝 説 2) (Gamest Extra No.91), una revista-libro de Shinseisha.
- Garou Densetsu 2 (餓狼 伝 説 2 (Gamest Video Vol.2)) (ISBN 4-88199-091-8), una guía VHS de Shinseisha.
- Garou Densetsu 2 (1) Mondo Kei (餓狼伝説2 (1) MONDO.恵) (ISBN 4-88199-135-3) y Garou Densetsu 2 (2) Mondo Kei (餓狼伝説2 (2) MONDO.恵) (ISBN 4-88199-148-5), adaptación de manga oficial en dos partes por Mondo Kei de Shinseisha.
- Garou Densetsu 2 4-Koma Ketteiban (餓狼 伝 説 2 4 コ マ 決定) (Games Comics 4) (ISBN 4-88199-099-3), una compilación de manga de 4-koma de varios autores de Shinseisha.
- Garou Densetsu 2 Fan Book (4- 伝 フ ァ ン ブ ッ) (ISBN 4-7966-0768-4), un libro de homenaje de Hippon Super.
- Garou Densetsu 2 Hisshō Kōryaku Hō (4- 伝 説 2 必勝 攻略 法) (ISBN 4-575-28231-6), un libro guía de Futabasha.
- Garou Densetsu 2 Hisshō Kōryaku Hon (餓狼 伝 説 2 必勝 攻略 本) (Haoh Game Special 1) (ISBN 4-06-329201-0), una guía de SNES de Kodansha.
- Garou Densetsu 2 Oku Waza Densho Hen (餓狼 伝 説 2 奥 技 伝 承 編) (PCVP-11177), una cinta VHS de Pony Canyon.
- Nettou Garou Densetsu 2.

## Recepción
Fatal Fury 2 fue generalmente muy bien recibido por los críticos de los videojuegos occidentales tras su lanzamiento. La revisión de GamePro de la versión de Neo-Geo elogió el videojuego «lleno de acción», el desafío de un «Street Fighter difícil», los «grandes» gráficos y animaciones de los personajes, los fondos «slick scrolling» y el sonido «fantástico», concluyendo que es una «impresionante secuela» que «está en el ranking del videojuego de lucha Número Uno».
GamePro también elogió la versión Mega Drive por su compatibilidad con controlador de seis botones y gráficos de personajes. Consideraron la música como aburrida, pero consideraron que el videojuego «imita fielmente la versión de Neo Geo y saca al ring a Fatal Fury para Mega Drive». Al revisar la versión Mega Drive, Electronic Gaming Monthly (EGM) criticó los efectos de sonido pero dio la evaluación general de que «todos los luchadores, todas las etapas y opciones adicionales que no están en la sala de videojuegos (como una configuración de velocidad) hacen que esta sea otra multa conversión de un título de Neo Geo».
Al revisar la versión de SNES del videojuego, EGM lo llamó «uno de los mejores videojuegos de lucha transferidos a SNES» y le otorgó el videojuego del Mes. GamePro le dio a la versión SNES una revisión más variada, comparándola favorablemente con su predecesora, pero afirmando que los gráficos son inferiores a la versión Neo Geo, el audio es terrible, los controles no son confiables y el videojuego no está equilibrado. La revista recomendó a los fanáticos de Fatal Fury que se presentaran para el próximo puerto SNES de Fatal Fury Special, que consideraban muy superior a juzgar por la versión preliminar que habían visto.
En una revisión retrospectiva, Maximum evaluó que aunque no era tan fuerte como Street Fighter II, Fatal Fury 2 fue una mejora dramática con respecto al primer videojuego: «el número de personajes seleccionables se había ampliado a ocho, y todos recibieron un complemento completo de movimientos y lucha con una fluidez mucho mayor que en Fatal Fury». También observaron mejores gráficos de fondo y una mayor interacción con el paisaje. En 2011, Complex clasificó a Fatal Fury 2 como el 35º mejor videojuego de lucha de todos los tiempos, en gran parte por presentar a Mai Shiranui.